# Astragalus beathii
Astragalus beathii es una especie de planta del género Astragalus, de la familia de las leguminosas, orden Fabales.
Fue descrita científicamente por C. L. Porter.